# Hannah Dunne
Hannah Dunne (12 aprile 1990) è un'attrice statunitense.

## Biografia
Figlia degli attori Griffin Dunne e Carey Lowell, nonché nipote dello scrittore e  giornalista Domenick Dunne (1925-2009), raggiunge popolarità dal 2014 con la serie Amazon Mozart in the Jungle, dove interpreta Lizzie Campbell.

## Filmografia

### Cinema
- Frances Ha, regia di Noah Baumbach (2012)
- The Discoverers, regia di Justin Schwarz (2012)
- Free the Nipple, regia di Lina Esco (2014)
- Ruth & Alex - L'amore cerca casa (5 Flights Up), regia di Richard Loncraine (2014)
- My Dead Boyfriend, regia di Anthony Edwards (2016)
- Storia di un matrimonio (Marriage Story), regia di Noah Baumbach (2019)
- Beneath the Blue Suburban Skies, regia di Edward Burns (2019)
- Sharper, regia di Benjamin Caron (2023)
- 12 Desperate Hours, regia di Gina Gershon (2023)

### Televisione
- Louie – serie TV, episodio 4x08 (2014)
- Horace and Pete, regia di Louis C.K. – webserie, episodio 1x06 (2016)
- Caring – serie TV (2016)
- Mozart in the Jungle – serie TV, 27 episodi (2014-2018)